# KölnTurm
Kölnturm (en español, Torre de Colonia) es un rascacielos de oficinas de 44 plantas y 148,5 metros de altura (165,5 si se incluye la antena) situado en el distrito Neustadt-Nord de Colonia (Alemania). La torre se construyó entre junio de 1999 y noviembre de 2001, y es el edificio más alto de la ciudad, el segundo más alto de Renania del Norte-Westfalia (tras la Post Tower de Bonn), y el decimosegundo más alto de Alemania. 
Debido a la ubicación de la torre en el MediaPark de Colonia, contiene oficinas de varias empresas del sector de los medios de comunicación.
La plataforma de observación y el restaurante, situados en la planta 30, abrieron al público en junio de 2006.

## Arquitectura
Este edificio de hormigón armado fue diseñado en colaboración por la firma arquitectónica Kohl & Kohl y el arquitecto francés Jean Nouvel. Contiene un núcleo central suspendido y apoyos pendulares en el borde entre plantas. La planta de la torre se divide en tres zonas, y tiene una antena de 18 m sobre su azotea.
La fachada de cristal del edificio se diseñó teniendo presente los reflejos. Se aplicaron al vidrio imágenes de la Catedral y el casco antiguo de Colonia mediante serigrafía. Dependiendo de la exposición a la luz, aparecen en el edificio diferentes combinaciones de estas imágenes. 

## Transmisor
La antena de la torre emite tres frecuencias de FM, principalmente para la zona norte de Colonia: 98.6 MHz/0.4 kW WDR 2 (Regionalfenster Cologne), 87.6 MHz/0.3 kW WDR (Eins Live), y 89.9 MHz/0.03 kW (Germany Kultur). A pesar de la baja potencia, la altura de la antena permite que las señales se trasmitan a los barrios del norte. En 2002, KölnTurm sustituyó a la antigua antena de FM en el cercano Hansahochaus, en Hansaring.